# زیست‌لایه

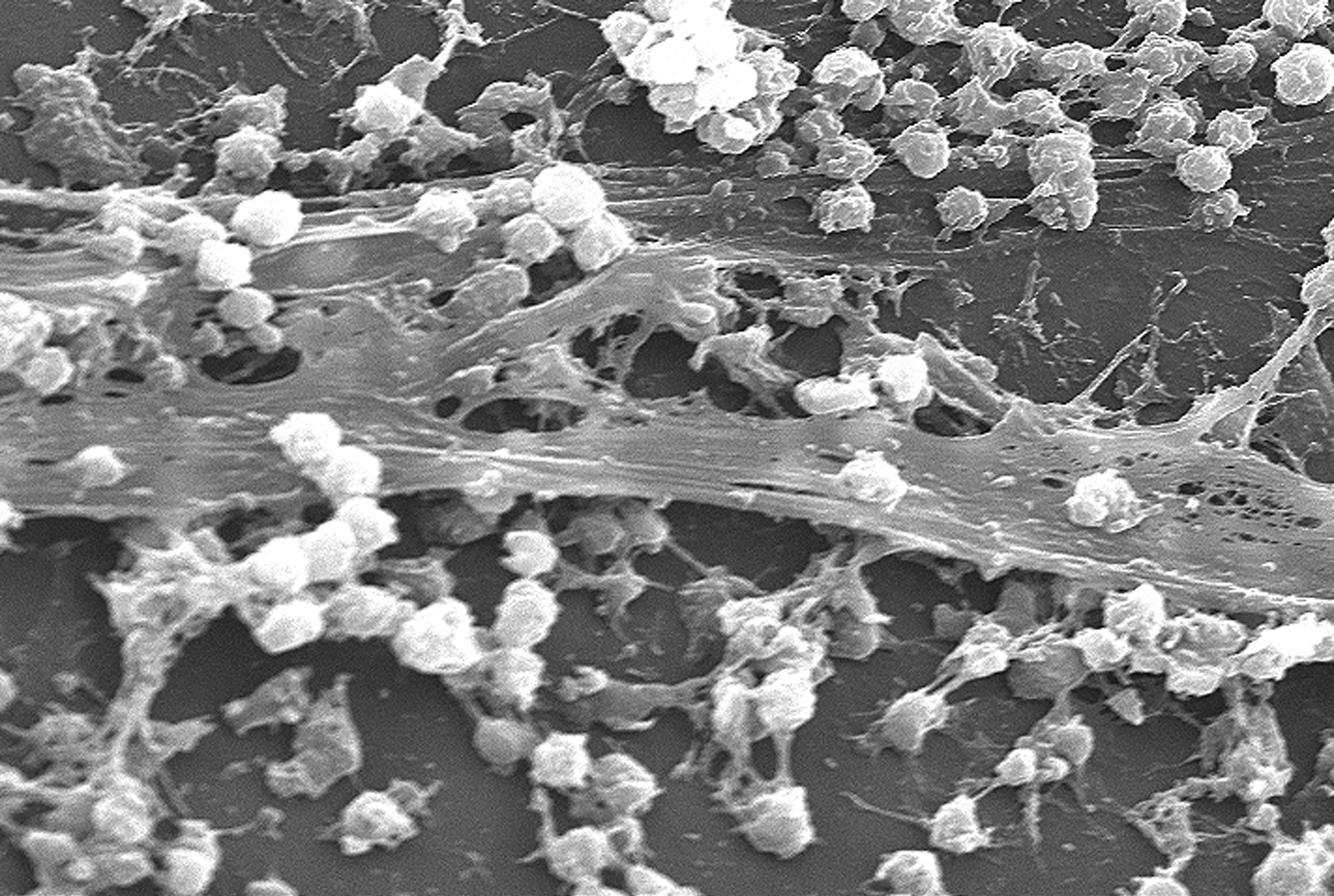
استافیلوکوک طلایی مقیم بر روی یک کاتتر

زیست لایه (به انگلیسی: Biofilm) اجتماعی از سلولهای میکروارگانیسمی است که به یک سطح متصل شده‌اند و توسط مواد پلی‌مری خارج سلولی پوشیده شده‌اند. گاهی زیست لایه را می‌توان به عنوان استراتژی دانست که بعضی از میکروارگانیسمها از آن استفاده می‌کنند تا بتوانند خود را از اثرات و نیروهای زیانباری که در محیط طبیعی و بدن میزبان است حفظ کرده و اینگونه شانس بقای خود را افزایش دهند. زیست لایه توسط گروه‌های مختلفی از باکتریها ساخته می‌شود و به علت مشکلاتی که به وجود می‌آورند در پزشکی و صنعت از اهمیت بالایی برخوردارند. زیست لایه‌ها در سال ۱۹۷۸ توسط کاسترتون در مورد باکتری‌ها شرح داده شدند. در زیست لایه‌های باکتریال، باکتری‌ها می‌توانند از اجتماع یک گونه واحد باکتریایی باشند یا می‌توانند اجتماعی از چند گونه متفاوت باشند.

## ویژگی‌ها

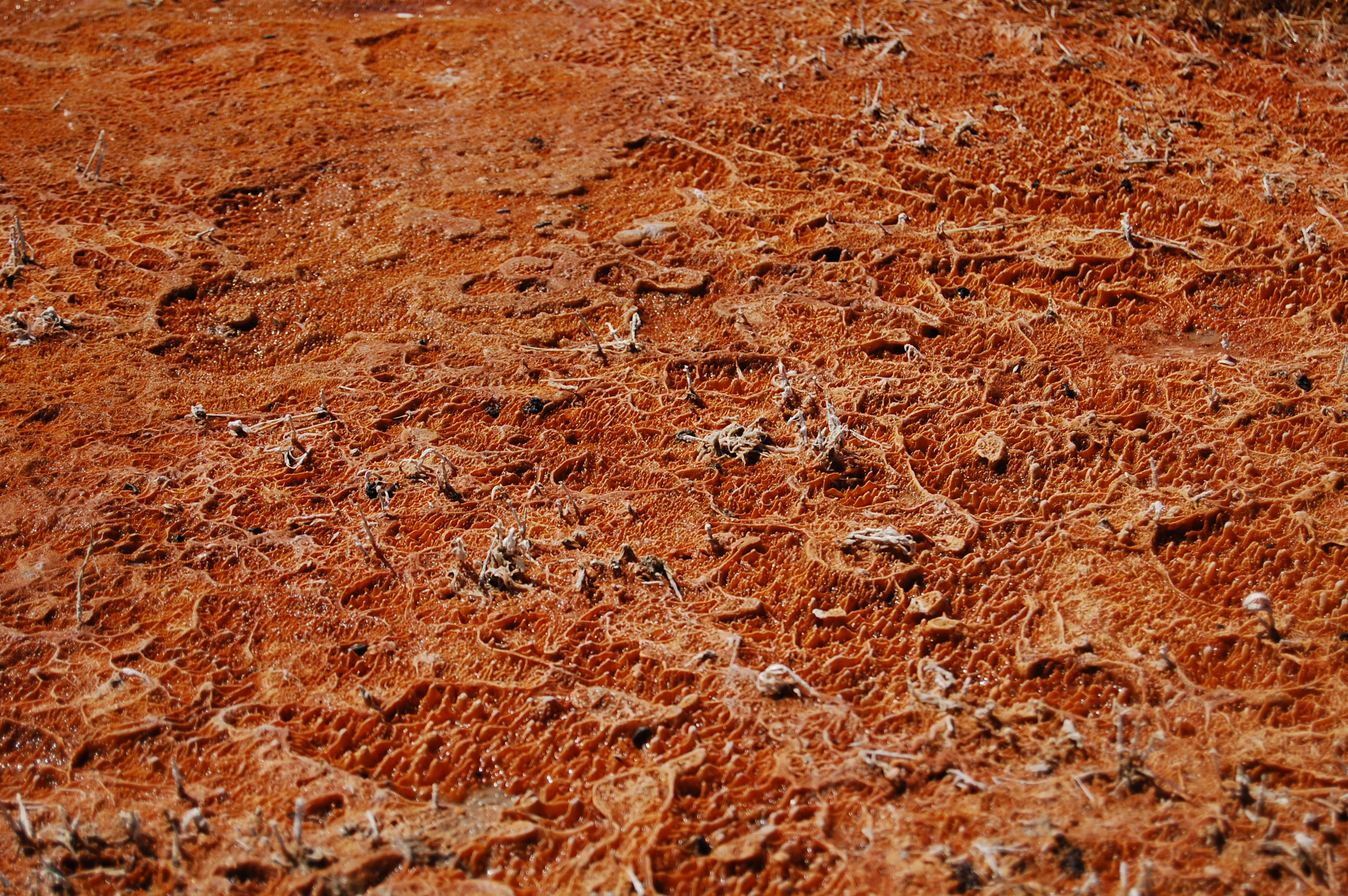
زیست لایه ایجاد شده توسط باکتری‌های گرمادوست در جریان خروجی چشمه آب گرم میکی، ایالت اورگن، حدود بیست میلیمتر ضخامت دارد.

زیست لایه‌ها و توده‌های میکروبی ویژگی‌های فیزیکی‌شیمیایی دارند که برای کارکرد آن‌ها در طبیعت، ارزش سرنوشت‌ سازی دارند. این ویژگی‌ها عبارتند از:
- پایداربودن نسبت به اصطکاک.
- پایداری مکانیکی زیست لایه‌ها و توده‌ها.
- پایداری هیدرولیتیکی زیست لایه در غشاهای جدا کننده.
- مقاومت به هدایت گرمایی در نوسان‌های دما.
- مقاومت انتشاری ماتریکس زیست لایه در رآکتورهای زیست لایه‌ای.
- گنجایش جذب سطحی، به ویژه سازوکار زیست لایه‌ها در جذب سطحی بیولوژیکی.
- ویژگی پیوند با ملکولهای آب.
- معماری ماتریکس و پیچیدگی ساختار پلی ساکاریدها و آنزیمهای خارج سلولی.[۳][۴]

## مراحل تشکیل زیست لایه
مراحل تشکیل بیوفیلیم در باکتری‌ها از یک مدل کلی پیروی می‌کند؛ به این صورت که در اولین مرحله اتصال و استقرار میکروارگانیسم با سطح زنده یا غیر زنده اتفاق می‌افتد. اتصال اولیه با سطح غیر اختصاصی بوده و توسط پیوندهای آب‌گریزی، واندروالسی و الکترواستاتیک صورت می‌پذیرد. در این حالت وضعیت میکروارگانیسم از فرم پلانکتونی به فرم ثابت تغییر می‌یابد.
پس از اتصال اولیه، پروتئین‌های سطح میکروب متصل‌شونده به ماتریکس به صورت اختصاصی اتصال باکتری را به سطح قوی‌تر می‌کند، با تکثیر باکتری میکروکلنی باکتریایی تشکیل می‌شود و به دنبال آن ساختار سه بعدی که همان بیوفیلم بالغ است شکل می‌گیرد. این بیوفیلم بالغ پس از مدتی متلاشی شده اما سلول‌های باکتریایی آزاد شده می‌توانند در مکان‌های دیگر ایجاد عفونت و کانون جدید بیوفیلمی نمایند.
تشکیل بیوفیلم به وسیله تعاملات بین سلولی (بین باکتریایی) به نام سیستم حد نصاب شکل می‌گیرد. سیستم حد نصاب یک فرایند وابسته به غلظت است که هم در باکتری‌های گرم مثبت و هم باکتری‌های گرم منفی وجود دارد. در این سیستم، باکتری‌ها به واسطه مولکول‌های کوچکی به نام ملکول‌های خودالقاگر با هم ارتباط برقرار می‌کنند. زمانی که تراکم باکتریایی در یک محیط به یک حد خاصی می‌رسد غلظت این مولکول‌های انتقال دهنده به حد آستانه رسیده و تغییرات وسیعی را در سطح بیان ژنی القا می‌کنند. این تغییرات در سطح بیان ژن، فاکتورهای تهاجمی مختلفی از جمله بیوفیلم را در باکتری تحت تأثیر (القا یا سرکوب) قرار می‌دهد. تغییرات محیط پیرامون میکروارگانیسم باعث تبدیل شدن فرم پلانکتونی به فرم بیوفیلمی می‌شود. در گذر از فاز پلانکتونی به فاز بیوفیلمی بیان ژن در سلول باکتریایی دستخوش تغییرات فراوانی می‌شود. مولکول‌های سطح سلول، مسیرهای متابولیسمی خاص و تولید فاکتورهای مختلف به ماندگاری باکتری در شرایط بیوفیلم کمک می‌کنند.
در فاز بیوفیلمی باکتری در یک ماتریکس خارج سلولی خودساز محصور می‌شود. این ماتریکس ۳۰ درصد حجم توده بیوفیلم را تشکیل می‌دهد. ماتریکس از پلیمرهای خارج سلولی، پروتئین‌های متصل شونده به کربوهیدرات، پیلی، DNA خارج سلولی، تاژک و سایر فیبرهای چسبنده تشکیل شده‌است. وظیفه این ماتریکس خارج سلولی، حفظ ساختار سه بعدی بیوفیلم می‌باشد. مواد غذایی به دام افتاده درون ماتریکس تأمین کننده نیازغذایی باکتری‌ها در بیوفیلم می‌باشد. آب نیز به واسطه خاصیت هیدروفیلی پلی ساکارید ماتریکس، برای حفظ حیات باکتری‌ها تأمین می‌گردد.
در پاسخ به تغییرات محیطی آنزیم‌هایی از باکتری محصور شده در بیوفیلم ترشح می‌شود که این آنزیم‌ها روی ترکیبات ماتریکس خارج سلولی تأثیر می‌گذارند. ترکیبات ماتریکس مسئول ایجاد حالت خشک شده و کاملاً مقاوم و مستحکم این ساختار می‌باشند. این خصوصیت به کنار هم قرار گرفتن سلول‌های باکتریایی کمک می‌کند. جهت ایجاد ارتباط بین سلولی مانند انتقال DNA که در فاز بیوفیلمی بسیار زیاد اتفاق می‌افتد، کنار هم قرار داشتن سلول‌های باکتریایی از اهمیت زیادی برخوردار است. همچنین این ماتریکس خارج سلولی باکتری را از گزند مواد شیمیایی ضدباکتریایی، ترکیبات اکسیدکننده و تأثیرات مخرب اشعه در امان نگه می‌دارد.

## میکروارگانیسم‌های موجود در زیست لایه
گرچه میکروارگانیسمهای سازندهٔ زیست لایه زندگی پلانکتونی نیز دارند، اما بیوشیمی این میکروارگانیسم‌ها متفاوت است. بررسی‌های گذشته نشان داده‌است که این تغییر و تفاوت، به علت خاموش شدن یک دسته و پویا شدن دستهٔ دیگراز ژنها می‌باشد. به‌عنوان مثال سودوموناس ائروژینوزا در حالت زندگی زیست لایه‌ای به سنتز آلژینات نیاز دارد؛ بنابراین ژن‌های سنتزکننده آلژینات پویا می‌گردند. بررسی‌ها نشان می‌دهد که رونویسی از ژن alga که محصول آن آلژینات می‌باشد، در زندگی زیست لایه ای چهار برابر بیش از حالت پلانکتونی انجام می‌گیرد.
باکتری‌ها، مقدار کمی از ملکول‌هایی به نام مواد علائم دهنده حسی نظیر اسیل هوموسرین لاکتون را به‌طور پیوسته، ترشح می‌کنند. همزمان که شمار این باکتری‌ها افزایش می‌یابد، غلظت مواد علائم دهنده نیز افزایش می‌یابد. هنگامی‌که اندازهٔ این مواد به آستانه غلظت رسید، باکتری‌ها پاسخ داده و رفتار خود را با تغییر فعالیت ژن‌ها، تغییر می‌دهند. این حالت در گونه‌های مختلف باکتری‌ها، متفاوت است. سودوموناس ائروژینوزا، آلژینات تولید می‌کند. ژن‌هایی ممکن است فعال شوند که بر روی مسیرهای متابولیکی و تولید عوامل بیماری‌زایی اثر می‌گذارند.
پژوهش‌های مرکز CBC در سال ۲۰۰۰ میلادی نشان داد که میکروارگانیسم‌های موجود در زیست لایه نسبت به گونه‌های آزاد آن‌ها (میکروارگانیسم‌هایی با زندگی پلانکتونی) به ترکیبات ضد میکروبی مقاوم‌ترند. این بررسی‌ها نشان می‌دهد که بیش از چهل درصد پروتئینهای موجود در دیواره سلولی باکتری‌ها و میکروب‌ها بین حالت پلانکتونی و زیست لایه ای متفاوت می‌باشند. این تغییر پروتئینی باعث تغییر جایگاه‌های هدف آنتی‌بیوتیکی بر روی این میکروارگانیسم‌ها می‌شود، بنابراین مکانیسم مرگ و پاسخ آن‌ها به آنتی‌بیوتیک‌ها متفاوت می‌شود. در بررسی‌های این مرکز در سال ۲۰۰۱ میلادی یک فاکتور سیگما شناسایی شده‌است که نوعی سیگنال باکتریایی جهت تغییر بیوشیمی زندگی زیست لایه ای را نشان می‌دهد. این مرکز اعلام کرده‌است که اگر بتوان فاکتور معکوس سیگما را کشف نمود، می‌توان زیست لایه‌ها را به سلول‌های مجزا و پلانکتونی تبدیل کرد.

## دلایل شکل‌گیری زیست لایه
برای میکروارگانیسم‌ها، زندگی کردن در یک بیوفیلم با مزایای خاصی همراه است. اجتماعاتِ میکروبی معمولاً نسبت به استرس‌ها بسیار مقاوم‌ترند. فاکتورهای استرس‌زای بالقوه نظیر کمبود آب، افزایش یا کاهش pH محیط یا وجود مواد سمی برای میکروب، نظیر آنتی‌بیوتیک‌ها، آنتی‌میکروب‌ها یا فلزات سنگین را شامل می‌شوند.
توجیهات بسیاری برای سختی و مقاومت بالای بیوفیلم‌ها وجود دارد. برای مثال، لایهٔ EPS که آن‌ها را می‌پوشاند، به عنوان یک عامل فیزیکی در برابر عوامل ذکر شده عمل می‌کند. این لایه می‌تواند به کمبود آب کمک کند یا در برابر اشعهٔ UV که میکروارگانیسم‌ها را تهدید می‌کند، مقاومت ایجاد کند. به‌علاوه، مواد مضر نظیر فلزات و آنتی‌بیوتیک‌ها با نزدیک شدن به EPS یا خنثی می‌شوند یا با اتصال به آن، از کار می‌افتند. به علاوه، این مواد پیش از رسیدن به سلول‌های عمقی‌تر بیوفیلم، غلظت اثرگذار خود را در مواجه با سلول‌های سطحی از دست می‌دهند.
با همهٔ این اوصاف، برای برخی از آنتی‌بیوتیک‌ها امکان نفوذ به EPS و هجوم به لایه‌های مختلف بیوفیلم وجود دارد. در این‌جا نیز مکانیسم دفاعی دیگری به کار می‌آید: وجود باکتری‌هایی که از نظر فیزیولوژیک به خواب رفته‌اند. همهٔ آنتی‌بوتیک‌ها برای اثرگذاری، به فعالیت‌های سلولی میکروب‌ها نیازمندند. در صورتی که باکتری غیرفعال باشد، چیز زیادی برای آنتی‌بیوتیک باقی نمی‌ماند.
یکی دیگر از روش‌های محافظت در برابر آنتی‌بیوتیک‌ها، وجود سلول‌های باکتری خاصی با نام «پرسیستر» (persisters) است. این سلول‌ها تقسیم نمی‌شوند و در برابر بسیاری از آنتی‌بیوتیک‌ها مقاومند. بنا بر مقاله‌ای که در سال ۲۰۱۰ منتشر شد، پرسیسترها با تولید موادی که ساختارهای هدف آنتی‌بیوتیک را هدف قرار می‌دهند، در برابر آن‌ها مقاومت می‌کنند. در حالت کلی، میکروارگانیسم‌هایی که با یکدیگر تحت عنوان بیوفیلم زندگی می‌کنند، از وجود سلول‌های مختلف در اجتماع خود مزایایی کسب می‌کند.

## کاربردهای زیست لایه
صنعت و کشاورزی عامل آزاد کردن فلزات سنگین و سمی در محیط می‌توانند باشند. این فلزات برای اکوسیستم و سلامتی انسان زیان‌بار هستند. باکتریها می‌توانند کاتالیزکننده حالت سمی فلزات به حالت‌های غیرسمی یا کاهش تحرک آن‌ها باشند.

## تأثیرات زیست لایه بر زندگی انسان‌ها
با توجه به محیط‌های گسترده‌ای که بیوفیلم‌ها در آن‌ها حضور دارند، نباید از اثرات مختلفشان برروی زندگی انسان‌ها غافل شویم. همان‌طور که تشکیل بیوفیلم درون بدن انسان ممکن است بیماری‌ها و عفونت‌های بسیار سختی را سبب شود، استفاده درست و مؤثر از آن نیز می‌تواند در فرایندهای مختلف مورد توجه زیست‌شناسان قرار گیرد. در ادامه، مثال‌هایی را مطالعه خواهید کرد.

### سلامت و بیماری
پژوهش‌هایی که تا کنون روی بیوفیلم‌های قارچی و باکتریایی انجام شده‌است، حضور آنان را در بسیاری از مشکلات سلامتی نشان می‌دهد. در سال ۲۰۰۲، سازمان سلامت جهانی اظهار کرد که بیش از ۸۰ درصد از عفونت‌های انسانی توسط بیوفیلم‌ها ایجاد می‌شوند. بیوفیلم‌ها می‌توانند روی ابزار پزشکی ایمپلنت‌شده در بدن نظیر دریچه‌های قلب مصنوعی، مفصل‌های مصنوعی، کاتترها یا ضربان‌سازها رشد کنند و موجب عفونت شوند. این واقعه نخستین بار در سال ۱۹۸۰ زمانی که باکتری‌هایی روی کاتتر و ضربان‌ساز قلبی رشد کرد، مشاهده شد.
بیوفیلم‌ها را هم‌چنین با عفونت‌های اندوکاردیت، پنومونیا در افراد مبتلا به سیستیک فیبروزیس و سایر عفونت‌های خطرناک مرتبط دانسته‌اند. علت این‌که امروزه تشکیل بیوفیلم‌ها به یک نگرانی تبدیل شده‌است، این است که باکتری‌های موجود در این ساختارها مقاومت شدیدی به آنتی‌بیوتیک‌ها و سایر مواد ضدعفونی‌کننده نشان می‌دهند و به سختی می‌توان آن‌ها را کنترل کرد. در حقیقت در مقایسه با باکتریِ منفرد، بیوفیلم‌ها تا ۱۵۰۰ برابر به آنتی‌بیوتیک‌ها مقاومند که درمان عفونت‌های ناشی از آنان را به یک چالش اساسی تبدیل می‌کند.
بنا بر پژوهشی که در سال ۲۰۱۴ در ژورنال Cold Spring Harbor Perspectives منتشر شد، بیوفیلم‌های قارچی نیز می‌توانند با رشد روی ایمپلت‌ها سبب عفونت شوند. برای مثال، گونه‌های مخمری از جنس کاندیدا می‌توانند روی ایمپلنت‌های سینه، ضربان‌سازها و دریچه‌های قلب مصنوعی رشد کنند. کاندیدا هم‌چنین می‌تواند روی بافت‌های بدن انسان رشد کرده و به مشکلاتی نظیر واژینیتیس (التهاب واژن) یا کاندیدیازیس اوروفاریژیال (یا رشد مخمری در دهان یا گلو) بینجامد. با این حال، باید در نظر داشت که این بیوفیلم‌ها ویژگی مقاومت دارویی را ندارند.
بیوفیلم‌ها به دو صورت پلاک میکروبی و جرم دندان در بیماری‌های دندان و لثه نقش اصلی دارند. پلاکهای میکروبی در صورت پاک نشدن و ضخیم شدن، سخت شده و به جرم دندان تبدیل می‌شوند.